# Вила (Росія)
Вила́ (рос. Выла, чув. Атмалкасси) — присілок у Чувашії Російської Федерації, у складі Великовильського сільського поселення Аліковського району.
Населення — 210 осіб (2010; 251 в 2002, 374 в 1979, 559 в 1939, 535 в 1926, 440 в 1897, 324 в 1867).
Національний склад:
- чуваші — 100 %

## Історія
Історична назва — Атмалкаси. До 1835 року селяни мали статус державних, до 1863 року — удільних, займались землеробством, тваринництвом, слюсарством, виробництвом одягу. На початку 20 століття діяло 2 вітряки, 2 крупорушки. 1930 року створено колгосп «Ленін». До 1920 року присілок входив до складу Вильської Ядринського повіту та Атаєвської волості Курмиського повіту (у період 1835–1863 років — Атаєвського удільного приказу), до 1927 року — знову Ядринського повіту. З переходом на райони 1927 року — спочатку у складі Аліковського, у період 1962–1965 років — у складі Шумерлинського, після чого знову переданий до складу Аліковського району.

## Господарство
У селі діють спортивний майданчик, магазин.